# Hurigny
Hurigny és un municipi francès, situat al departament de Saona i Loira i a la regió de Borgonya - Franc Comtat. L'any 2007 tenia 1.768 habitants.

## Demografia

### Població
El 2007 la població de fet de Hurigny era de 1.768 persones. Hi havia 650 famílies, de les quals 113 eren unipersonals (45 homes vivint sols i 68 dones vivint soles), 246 parelles sense fills, 253 parelles amb fills i 38 famílies monoparentals amb fills.
La població ha evolucionat segons el següent gràfic:
Habitants censats

### Habitatges
El 2007 hi havia 716 habitatges, 662 eren l'habitatge principal de la família, 21 eren segones residències i 33 estaven desocupats. 650 eren cases i 66 eren apartaments. Dels 662 habitatges principals, 543 estaven ocupats pels seus propietaris, 108 estaven llogats i ocupats pels llogaters i 11 estaven cedits a títol gratuït; 4 tenien una cambra, 15 en tenien dues, 66 en tenien tres, 189 en tenien quatre i 388 en tenien cinc o més. 605 habitatges disposaven pel capbaix d'una plaça de pàrquing. A 204 habitatges hi havia un automòbil i a 437 n'hi havia dos o més.

### Piràmide de població
La piràmide de població per edats i sexe el 2009 era:
| Homes | Edats   | Dones |
| ----- | ------- | ----- |
| 0     | 95 o +  | 0     |
| 0     | 90 a 94 | 0     |
| 8     | 85 a 89 | 8     |
| 16    | 80 a 84 | 12    |
| 24    | 75 a 79 | 12    |
| 40    | 70 a 74 | 24    |
| 32    | 65 a 69 | 44    |
| 40    | 60 a 64 | 40    |
| 36    | 55 a 59 | 32    |
| 28    | 50 a 54 | 72    |
| 76    | 45 a 49 | 68    |
| 60    | 40 a 44 | 64    |
| 72    | 35 a 39 | 80    |
| 64    | 30 a 34 | 44    |
| 36    | 25 a 29 | 40    |
| 20    | 20 a 24 | 36    |
| 60    | 15 a 19 | 24    |
| 64    | 10 a 14 | 68    |
| 44    | 5 a 9   | 44    |
| 12    | 0 a 4   | 44    |

## Economia
El 2007 la població en edat de treballar era de 1.155 persones, 870 eren actives i 285 eren inactives. De les 870 persones actives 828 estaven ocupades (433 homes i 395 dones) i 41 estaven aturades (16 homes i 25 dones). De les 285 persones inactives 118 estaven jubilades, 111 estaven estudiant i 56 estaven classificades com a «altres inactius».

### Ingressos
El 2009 a Hurigny hi havia 694 unitats fiscals que integraven 1.861,5 persones, la mediana anual d'ingressos fiscals per persona era de 21.986 €.

### Activitats econòmiques
Dels 61 establiments que hi havia el 2007, 1 era d'una empresa extractiva, 2 d'empreses alimentàries, 16 d'empreses de construcció, 9 d'empreses de comerç i reparació d'automòbils, 3 d'empreses de transport, 2 d'empreses d'hostatgeria i restauració, 1 d'una empresa d'informació i comunicació, 2 d'empreses financeres, 2 d'empreses immobiliàries, 9 d'empreses de serveis, 11 d'entitats de l'administració pública i 3 d'empreses classificades com a «altres activitats de serveis».
Dels 21 establiments de servei als particulars que hi havia el 2009, 1 era una oficina de correu, 1 taller de reparació d'automòbils i de material agrícola, 1 taller d'inspecció tècnica de vehicles, 3 paletes, 3 guixaires pintors, 3 fusteries, 1 lampisteria, 4 electricistes, 2 perruqueries, 1 agència immobiliària i 1 saló de bellesa.
Dels 4 establiments comercials que hi havia el 2009, 1 era una gran superfície de material de bricolatge, 1 una botiga de menys de 120 m², 1 una fleca i 1 una sabateria.
L'any 2000 a Hurigny hi havia 21 explotacions agrícoles que ocupaven un total de 675 hectàrees.

## Equipaments sanitaris i escolars
El 2009 hi havia 1 hospital de tractaments de mitja durada (seguiment i rehabilitació), 1 psiquiàtric i 1 farmàcia.
El 2009 hi havia 1 escola maternal i 1 escola elemental.

## Poblacions més properes
El següent diagrama mostra les poblacions més properes.